# Dād

Der Buchstabe Ḍād in isolierter Form

Ḍād (arabisch ضاد, DMG ḍād oder حرف الضاد, DMG ḥarf aḍ-ḍād ‚der Buchstabe Ḍād‘; in isolierter Form ض; transliteriert als ⟨ḍ⟩) ist der 15. Buchstabe des arabischen Alphabets. Es zählt zu den vier emphatischen Konsonanten des Arabischen sowie zu den vierzehn Sonnenbuchstaben. Ḍād ist einer der sechs jüngsten Buchstaben des arabischen Alphabets und wurde erst in islamischer Zeit entwickelt. Im Abdschad ist ihm der Zahlenwert 800 zugeordnet.
Die Aussprache des Ḍād zugeordneten Phonems /ḍ/, arabisch صوت الضاد, DMG ṣawt aḍ-ḍād ‚der Ḍād-Laut‘ unterscheidet sich vom د [d] dadurch, dass die Zunge versteift, dadurch ihr Querschnitt gerundet und ihr hinterer Teil zum Gaumen angehoben wird. Sofern ein A-Laut folgt, wird dessen Aussprache durch die Rundung der Zunge etwas gerundet. 
In der Fachterminologie wird ض für die moderne arabische Hochsprache meist als pharyngalisierter oder velarisierter stimmhafter alveolarer Plosiv (IPA: [dˁ] bzw. [dˠ]) angegeben, doch finden sich historisch und in Dialekten Abweichungen von dieser Aussprache. Laut der Meinung zahlreicher Wissenschaftler wurde Ḍād einst lateral oder lateralisiert artikuliert – ein Charakteristikum, das dem Arabischen den Beinamen „Sprache des Ḍād“ gab. Hinweise auf diese Aussprache finden sich in südarabischen Dialekten sowie in arabischen Lehnwörtern im Spanischen und Indonesischen.
In arabischen Alphabeten anderer Sprachen tritt Ḍād meist nur in Lehnwörtern auf, ohne ein eigenes Phonem zu repräsentieren.

## Form
| Lage     | Form | Beispiel               |
| -------- | ---- | ---------------------- |
| initial  | ﺿـ   | ضمة, DMG ḍamma         |
| medial   | ـﻀـ  | رافضة, DMG rāfiḍa      |
| final    | ـﺾ   | الأبيض, DMG al-Ubayyiḍ |
| isoliert | ﺽ    | فرض, DMG farḍ          |

Schreibung des Ḍād (isolierte Form)
Ḍād im Maghribi-Duktus (isolierte Form, ca. 980)
Initiales (rot), mediales (grün) und finales (blau) Ḍād verbunden
Das Wort حضرة / ḥaḍra mit Ḍād-Rāʾ-Ligatur und Punkt in der Ḍād-Schlaufe

Wie die meisten arabischen Buchstaben erscheint auch Ḍād abhängig von seiner Position im Wort sowie den es umgebenden Zeichen in vier verschiedenen Formen: initial, medial, final und isoliert. Wesentlich im Erscheinungsbild der vier emphatischen Konsonanten Ḍād, Ṣād (ص), Ṭāʾ (ط) und Ẓāʾ (ظ) ist eine seitlich liegende Schlaufe. Beim Ḍād folgt der Schlaufe links ein kleiner Haken nach oben, zudem wird über die Schlaufe ein einzelner Punkt gesetzt. Steht Ḍād final oder isoliert, geht der Haken in einen abschließenden, nach oben offenen halbkreisartigen Bogen über, welcher großteils unterhalb der Schriftlinie liegt. Beim initialen Ḍād nach links, beim finalen Ḍād von rechts sowie beim medialen Ḍād beidseitig wird das Zeichen auf der Schriftlinie mit dem Nachbarbuchstaben verbunden.
Vom Ṣād unterscheidet sich Ḍād nur durch den übergesetzten Punkt. Anstelle des übergesetzten Punktes begegnet man in arabischen Handschriften beim isolierten und finalen Ḍād bisweilen einem Abstrich am Ende des Bogens, in maghrebinischen Handschriften ist der Punkt manchmal innerhalb der Schlaufe zu finden.
Die Form des Ṣād und Ḍād im Maghribi-Duktus weicht durch das Fehlen des Hakens nach der Schlaufe von den anderen Schreibstilen ab. Mit manchen nachfolgenden Buchstaben lässt sich Ḍād zu einer Ligatur verbinden.

### Ursprünge des Zeichens

Der Buchstabe Sad in der nabatäischen Schrift

Die geläufigste Theorie zum Ursprung der arabischen Schrift beschreibt sie als Weiterentwicklung der nabatäischen Schrift, die wiederum aus der aramäischen Schrift entstanden ist. Eins der 22 Zeichen der nabatäischen Schrift, das Sad, wurde dieser Annahme zufolge zum arabischen Ṣād, einem der Zeichen des frühen arabischen Alphabets. Da das Arabische jedoch 28 konsonantische Phoneme kennt, waren einigen Zeichen verschiedene Laute zugeordnet, so etwa dem Rasm – dem Buchstaben ohne diakritische Zeichen – des Ṣād auch das Phonem /ḍ/.

Das Wort in der Koransure al-Anfāl in einer Handschrift aus dem späten 8. Jahrhundert: Ḍād ist hier das gestreckt dargestellte, eckig geformte dritte Zeichen von rechts, der diakritische Punkt erscheint als schmaler Strich

Infolge der Festsetzung des Korantextes gab es die Bestrebung, Mehrdeutigkeiten durch Hinzufügen von Diakritika zu umgehen. Das Etablieren des Systems des إعجام / iʿǧām (Setzen diakritischer Punkte über oder unter den Rasm) wird für gewöhnlich al-Haddschādsch ibn Yūsuf, im frühen 8. Jahrhundert Statthalter im Umayyaden-Kalifat, zugeschrieben. Das dadurch hervorgekommene Graphem Ḍād war dem Orientalisten Theodor Nöldeke zufolge neben Ẓāʾ (ظ) und Qāf (ق) „wahrscheinlich“ einer der letzten Buchstaben, der seinen diakritischen Punkt erhielt. Dennoch sei das Punktieren auch bei Ḍād schon in der ersten Hälfte des 2. Jahrhunderts nach der Hidschra (bis ca. 767 n. Chr.) „recht gut […] in Gebrauch gekommen“.
Die so entstandenen sechs zusätzlichen Buchstaben werden als روادف / rawādif / ‚Nachkömmlinge‘ bezeichnet, ihr verhältnismäßig junges Alter ist auch ihrer Reihung im Abdschad abzulesen, wo sie an den hinteren Positionen die höchsten Zahlenwerte zugeordnet bekamen: das Ḍād den Wert 800 (in der abweichenden Abdschad-Reihung im Maghreb hingegen den Wert 90). Nach vorne an die 15. Stelle im arabischen Alphabet rutschte Ḍād, indem die übliche Sortierung nach dem Zahlenwert zugunsten einer an der Form der Zeichen orientierten Sortierung außer Gebrauch kam. Ḍād rangiert nun unmittelbar nach Ṣād (ص) und vor Ṭāʾ (ط).

### Kalligraphische Darstellung des Ḍād
Grundlage der arabischen Kalligraphie sind die von Ibn Muqla im 10. Jahrhundert festgelegten Proportionen und Gesetzmäßigkeiten, die „bis heute richtungsweisend geblieben“ sind. Die Basis von Ibn Muqlas Überlegungen ist ein durch den Qalam gesetzter rautenförmiger Punkt (نقطة / nuqṭa) und ein Kreis (دائرة / dāʾira) mit dem Durchmesser der Länge des Alif (ا), des ersten Buchstaben im arabischen Alphabet.

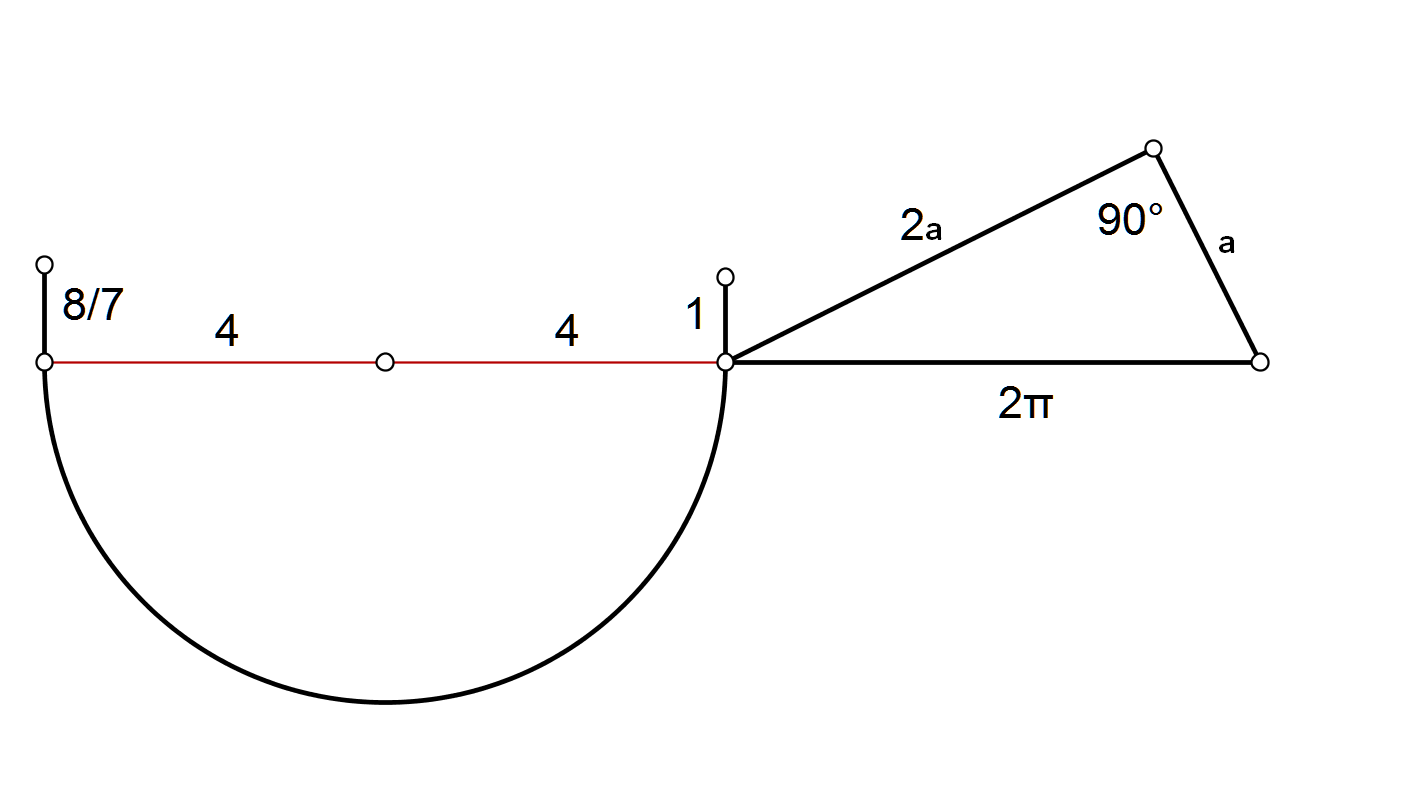
Ideale Proportionen im Rasm der Buchstaben Ṣād und Ḍād nach Ibn Muqla

Ibn Muqlas Angaben sind nur in Fragmenten überliefert und teils widersprüchlich: An einer Stelle spricht er von drei, andernorts von vier Strichen im Rasm von Ṣād und Ḍād, in einer Beschreibung von nur bogenförmigen, in anderen Aufzeichnung von bogenförmigen, waagerechten, senkrechten und rückliegenden (gegen die eigentliche Schreibrichtung von rechts nach links gesetzten) Strichen. Gemein ist den Angaben, dass das Zeichen aus dem „Ṣād-Kopf“ rechts und dem Bogen in Form des Buchstabens Nūn (ن) links besteht.
Der Ṣād-Kopf umfasst in der laut Ahmad Maher Rayef letzten Entwicklungsstufe von Ibn Muqlas Proportionslehre ein rechtwinkliges Dreieck mit der Hypotenuse als Horizontale (Strichtyp genannt منسطح / munsaṭiḥ / ‚flach‘), wobei die rechte Kathete (منكب / munkabb / ‚(nach rechts unten) gebeugt‘) halb so lang ist wie die linke (مستلق / mustalqin / ‚(nach links unten) liegend‘). Nūn wiederum entspricht einem Halbkreis mit dem Durchmesser der Alif-Länge, vor dem (rechts) ترويس / tarwīs steht, eine Serife mit der Höhe einer nuqṭa, und der in إرسالة / irsāla endet, dem Auslaufenlassen des Bogens mit der Länge eines Siebtels des Alif. Die Grundlinie des Ṣād-Kopfs soll halb so lang sein wie der Nūn-Bogen. Die Brüder der Reinheit sahen einige Jahrzehnte nach Ibn Muqla hingegen vor, dass der Ṣād-Kopf so breit wie Alif hoch sei, wobei die Lücke im Ṣād-Kopf ein Achtel der Höhe des Alif ausmache.

Das Wort im Ruqʿa-Stil mit abschließendem Haken statt übergesetztem Punkt

In der abweichenden kalligraphischen Tradition des Maghreb hat der Ṣād-Kopf eine elliptische Form, typisch ist zudem die „übertriebene“ Ausdehnung des Nūn-Bogens. Im Ruqʿa-Stil liegt der „Kopf“ häufig etwas oberhalb der eigentlichen Schriftlinie; wie im Maghribi-Duktus kann der Punkt des Ḍād in der isolierten und finalen Form durch einen Abstrich oder zusätzlichen Haken ersetzt werden.
Gemäß نظام التشابه / niẓām at-tašābuh / ‚Regel der Ähnlichkeit‘ findet sich der Nūn-Bogen auch im Qāf (ق), Sīn (س), Šīn (ش), Yāʾ (ي) und Alif maqṣūra (ى) wieder, der Ṣād-Kopf außerdem im Ṭāʾ(ط) und Ẓāʾ (ظ). In Ibn al-Bawwābs Muhaqqaq-Stil hat der „Kopf“ bei Ṣād und Ḍād jedoch mehr Höhe als bei Ṭāʾ und Ẓāʾ, außerdem ist hier die Grundlinie nicht ganz gerade, sondern leicht konkav. Als Proportion zwischen den Längen von mustalqin, munkabb und munsaṭiḥ ist 3:2:4 vorgesehen bei einer Höhe von zwei Einheiten.
Zum idealen Erscheinungsbild der Handschrift trägt auch der Schnitt der Spitze des verwendeten Qalam bei, wodurch die Breitenabstufung der Bögen und Linien bestimmt wird.

## Aussprache
Ḍād steht im Modernen Standard-Arabisch für ein emphatisches /d/ – einen stimmhaften alveolaren oder apiko-dentalen Plosiv mit einer Sekundärartikulation, die in der Semitistik als „Emphase“ bezeichnet wird. Diese „Emphase“ kennzeichnet sich – im modernen Arabisch anders als etwa in den äthiosemitischen Sprachen, wo sie als Ejektive realisiert werden – laut dem Sprachwissenschaftler Terence Frederick Mitchell beim Artikulieren des Lautes durch eine tellerförmig in die Breite gedehnte Zunge, wodurch der hinterste Zungenteil zum Velum gehoben wird (Velarisierung) und eine pharyngale Enge entsteht (Pharyngalisierung). Zudem können die Lippen bei emphatischen Lauten leicht gerundet sein. Aharon Dolgopolsky hingegen erkannte bei emphatischen Lauten ein Zurückziehen des hintersten Teils der Zunge zum Gaumenzäpfchen (Uvularisierung) und zur hinteren Wand des Pharynx (Pharyngalisierung). Ḍād ist in der modernen Hochsprache das emphatische Gegenstück zum Dāl (د) sowie das stimmhafte Gegenstück zum ebenfalls emphatischen Ṭāʾ (ط).
Die emphatische Komponente des Ḍād hat in spezifischen Fällen Auswirkung auf die es umgebenden Laute: So wird das Infix -ta- des VIII. Verbstamms nach Ḍād als erstem Radikal emphatisch -ṭa- (Beispiel: اضطجع / iḍṭaǧaʿa / ‚sich hinlegen‘). Ein komplementäres Phänomen der emphatischen Konsonanten ist die Artikulation der umgebenden Vokale als weiter unten und hinten gelegene Allophone.
Ḍād ist ein Sonnenbuchstabe, das heißt, der vorstehende bestimmte Artikel al- wird zu aḍ- assimiliert (Beispiel: الضيف / aḍ-ḍaif / ‚der Gast‘).

### Ḍād bei den arabischen Grammatikern
Die erste Einteilung der Laute des Arabischen nach ihrem مخرج / maḫraǧ / ‚Artikulationsort‘ findet sich in al-Farāhīdīs Kitāb al-ʿAin (8. Jahrhundert). Ḍād gilt hier gemeinsam mit Šīn (ش) und Ǧīm (ج) als شجرية / šaǧrīya, was sich als schwierig zu definieren erwies: Der Orientalist Henri Fleisch beschrieb šaǧrīya in der Encyclopaedia of Islam als “commissure of the lips” (deutsch: „Kommissur der Lippen“), der Sprachwissenschaftler Richard Lepsius als „zwischen Kinnbacken oder Backenzähnen gebildet“. A. A. al-Nassir setzt šaǧrīya mit dem harten Gaumen gleich.
Eine weitere, detailliertere Studie zu den arabischen Phonemen findet sich in Sībawaihs al-Kitāb, wo – ebenfalls im 8. Jahrhundert – der Artikulationsort des Ḍād wie folgt beschrieben wird:

«ومن بين أول حافة اللسان وما يليه من الأضراس مخرج الضاد»

„wa-min baina auwal ḥāffat al-lisān wa-mā yalīhi min al-aḍrās maḫraǧ aḍ-ḍād“

„Und zwischen dem ersten Teil des Zungenrandes und den anliegenden Molaren ist der Artikulationsort des Ḍād“

Ḍād gilt hier so wie Lām (ل) als حرف حافة اللسان / ḥarf ḥāffat al-lisān / ‚Zungenrandbuchstabe‘, sei jedoch etwas tiefer als Lām zu artikulieren. Sībawaih führte auch eine abweichende, nicht näher beschriebene, aber inakzeptable Aussprache als ضاد ضعيفة / ḍād ḍaʿīfa / ‚schwaches Ḍād‘ an, dessen genauer Lautwert nicht endgültig geklärt ist. Etwa 500 Jahre nach Sībawaih beschrieb Ibn Yaʿīsch das „schwache Ḍād“ in der Aussprache mancher Fremder als dem Ṭāʾ entsprechend.
Sībawaih ordnete Ḍād der Gruppe der مجهورة / maǧhūra / ‚lauten‘ Konsonanten zu, die von verschiedenen Orientalisten als „stimmhaft“ gedeutet wurden und sich laut Sībawaih dadurch kennzeichnen, nicht geflüstert werden zu können. Weiters gilt Ḍād in seinem System als رخوة / riḫwa / ‚lose, locker, weich‘, von Lepsius als „frikativ“ gedeutet. Die Gruppe der vier emphatischen Phoneme deckt sich mit den مطبقة / muṭbaqa / ‚geschlossenen‘ Konsonanten Sībawaihs, die gemeinsam mit den Uvularen die Gruppe der مستعلية / mustaʿlīya / ‚erhöhenden‘ Konsonanten bilden, welche die Färbung der Vokale beeinflussen.
Spätere Autoren wiederholten in der Regel die von Sībawaih aufgestellten Definitionen, doch infolge des Zusammenfallens der Phoneme /ḍ/ und /ẓ/ in arabischen Dialekten kam es zu einem neuerlichen Interesse der arabischen Grammatiker am Ḍād: Zwischen dem 10. und 18. Jahrhundert entstanden mehr als 30 Traktate über seine Unterscheidung vom Ẓāʾ. Die frühesten dieser Schriften sind als Versuch zu verstehen, die Sprache des Islam zu bewahren und Lesern zu helfen, die beiden Phoneme zu unterscheiden. Spätere Werke aus diesem Genre waren stärker philologisch ausgerichtet oder fokussierten auf die korrekte Rezitation des Koran. In einem der philologischen Texte, verfasst von Ibn Suhail im 11. Jahrhundert, wird die Aussprache des Ḍād als aus dem linken oder rechten Mundwinkel mit der Mitte der Zunge beschrieben.
Das Ḍād des Modernen Standard-Arabisch gilt im Gegensatz zum „klassischen“ Ḍād nicht als riḫwa, sondern als شديدة / šadīda / ‚hart, Plosiv‘. Anders als das Moderne Standard-Arabisch kannte das von Sībawaih beschriebene klassische Arabisch kein nicht-emphatisches Gegenstück zum Ḍād. Der Arabist Kees Versteegh argumentiert daraus, dass /ḍ/ ein Phonem sui generis darstellte, Edward Y. Odisho hingegen, dass Sībawaihs Zuordnungen fehlerhaft sind.

«ولولا الإطباق لصارت الطاء دالا والصاد سينا والظاء ذالا ولخرجت الضاد من الكلام لأنه ليس شيء من موضعها غيرها»

„wa-laulā l-iṭbāq la-ṣārat aṭ-ṭāʾ dālan wa-ṣ-ṣād sīnan wa-ẓ-ẓāʾ ḏālan wa-la-ḫaraǧat aḍ-ḍād min al-kalām li-annahu laisa šaiʾ min mauḍiʿihā ġairuhā“

„Und wenn die Emphase nicht wäre, würde aus dem Ṭāʾ ein Dāl und aus dem Ṣād ein Sīn und aus dem Ẓāʾ ein Ḏāl und Ḍād würde aus der Sprache verschwinden, da kein anderer Laut am selben Ort ist“

Die Eigenschaften des von Sībawaih beschriebenen Ḍād sowie die Schwierigkeiten der Nicht-Araber, den Laut korrekt zu artikulieren, trugen dazu bei, dass die arabische Sprache als لغة الضاد / luġat aḍ-ḍād / ‚Sprache des Ḍād‘ und die Araber als المتكلمون بالضاد / al-mutakallimūn bi-ḍ-ḍād / ‚Ḍād-Sprecher‘ und أهل الضاد / ahl aḍ-ḍād / ‚Leute des Ḍād‘ bekannt wurden. Ibn Dschinnī, ein Grammatiker des 10. Jahrhunderts, schrieb dazu, dass /ḍ/ den Arabern alleine gehöre und kaum in der Sprache der ʿAdscham zu finden sei, um 1400 bezeichnete Ibn al-Dschazarī /ḍ/ als den schwierigsten der arabischen Sprachlaute. Das Phonem /ḍ/ – in Wahrheit eins der am wenigsten häufig vorkommenden in der arabischen Sprache – wurde zu “an authenticating emblem, a border guard and a defining symbol of group identity” (Yasir Suleiman, deutsch: „einem authentifizierenden Emblem, einer Grenzwache und einem prägenden Symbol der Gruppenidentität“).

### Ḍād in der Koranrezitation
Die orthoepischen Regeln des Tadschwīd, der rituellen, sorgfältigen Rezitation des Koran, basieren auf der als إسناد / Isnād bezeichneten mündlichen Überlieferungskette seit dem Propheten Mohammed. So soll die von Allah offenbarte, ursprüngliche Aussprache des Ḍād ungeachtet dialektaler und hochsprachlicher Lautwandel bis in die Gegenwart tradiert worden sein.
Diese Regeln erlauben das Artikulieren des Ḍād sowohl mit der linken, der rechten oder beiden Zungenkanten, verlangen jedoch das Verwenden des hinteren Teils der Zunge, die die Molaren berühren muss. Danach wird die Zunge nach vorne gedrückt und angehoben, wodurch der Laut مفخم / mufaḫḫam / ‚velarisiert, pharyngalisiert‘ wird.
Ḍād ist im Tadschwīd wie in Sībawaihs Grammatik riḫwa – worin es sich vom Ḍād der generativen Phonologie zur modernen Hochsprache unterscheidet – und maǧhūra. Zwei weitere صفات / ṣifāt / ‚Eigenschaften‘ des Ḍād im koranischen Arabisch sind die استطالة / istiṭāla / ‚In-die-Länge-Ziehen‘, ein nur beim Ḍād zu beobachtendes Ausdehnen des Artikulationsprozess vom hinteren Ende des Zunge bis zum Entstehungsort des Lām (ل; /l/) an den Schneidezähnen, und إخفاء / iḫfāʾ / ‚Verstecken‘, das Reduzieren eines voranstehenden /n/-Lautes (Tanwīn oder Nūn mit Sukūn) zur غنة / ġunna / ‚Nasalierung‘. An bestimmten Stellen des Koran sprechen Koranrezitatoren – abhängig von der Lesart – infolge von إدغام / idġām / ‚Verschmelzung, Assimilation‘ unmittelbar vor Ḍād stehende Konsonanten wie Ḍād und an einer Stelle Ḍād wie den nachfolgenden Konsonanten als Šīn aus.
Ein häufiger Fehler, der auch bei manchen Arabern auftritt, ist das Verwenden eines falschen Artikulationsorts, wodurch der entstehende Laut dem Phonem /d/ oder /ẓ/ entspricht.

### Rekonstruktion des „klassischen“ Ḍād
Da die Angaben der frühen arabischen Grammatiker zum Ḍād nicht seiner Aussprache in der modernen Hochsprache entsprechen, postulieren zahlreiche Wissenschaftler einen Lautwandel, dessen Zeitpunkt jedoch ebenso nicht geklärt ist wie die phonetische Qualität des „klassischen“ Ḍād.
Der Orientalist Edward Lipiński und der Linguist Sabatino Moscati sehen das arabische Phonem /ḍ/ als Weiterentwicklung des protosemitischen /ṣ/, das Lipiński als stimmlosen lateralen alveolaren Frikativ [⁠ɬ⁠] deutet. Anderen Interpretationen zufolge handelte es sich um einen stimmhaften emphatischen interdentalen Laut.
Die Ausführungen Sībawaihs lassen keine eindeutige Rekonstruktion des Lautwerts des „klassischen“ Ḍād zu, geben jedoch Hinweise, die über die bloße Zuordnung in die zuvor beschriebenen Kategorien hinausgehen. Kees Versteegh zufolge muss „ein bestimmtes Maß an Lateralität“ vorgelegen haben und begründet dies dadurch, dass Sībawaih die Rolle des Zungenrandes hervorgehoben hat und dass Ḍād laut Sībawaih im Gegensatz zu den anderen emphatischen Konsonanten im Arabischen kein nicht-emphatisches Gegenstück habe. Der laut Henri Fleisch „wahrscheinlichste“ Lautwert des „klassischen“ Ḍād ist der stimmhafte lateralisierte velarisierte interdentale Frikativ, der Linguist Charles A. Ferguson geht hingegen von einem lateralen oder lateralisierten Plosiv oder Affrikat aus. Für Versteegh wäre die lateralisierte Artikulation ein Alleinstellungsmerkmal, das die Bezeichnung des Arabischen als „Ḍād-Sprache“ verständlich macht; Chaim Rabin rekonstruierte für eine Frühform des arabischen Lautinventars vier Dreier-Sets aus je einem stimmhaften, stimmlosen und emphatischen Konsonanten und gruppierte Ḍād mit Šīn (ش) und Lām (ل) zu einer retroflexen/lateralen Gruppe. Manche Gelehrte lehnen die Annahme einer lateralen Komponente hingegen ab.

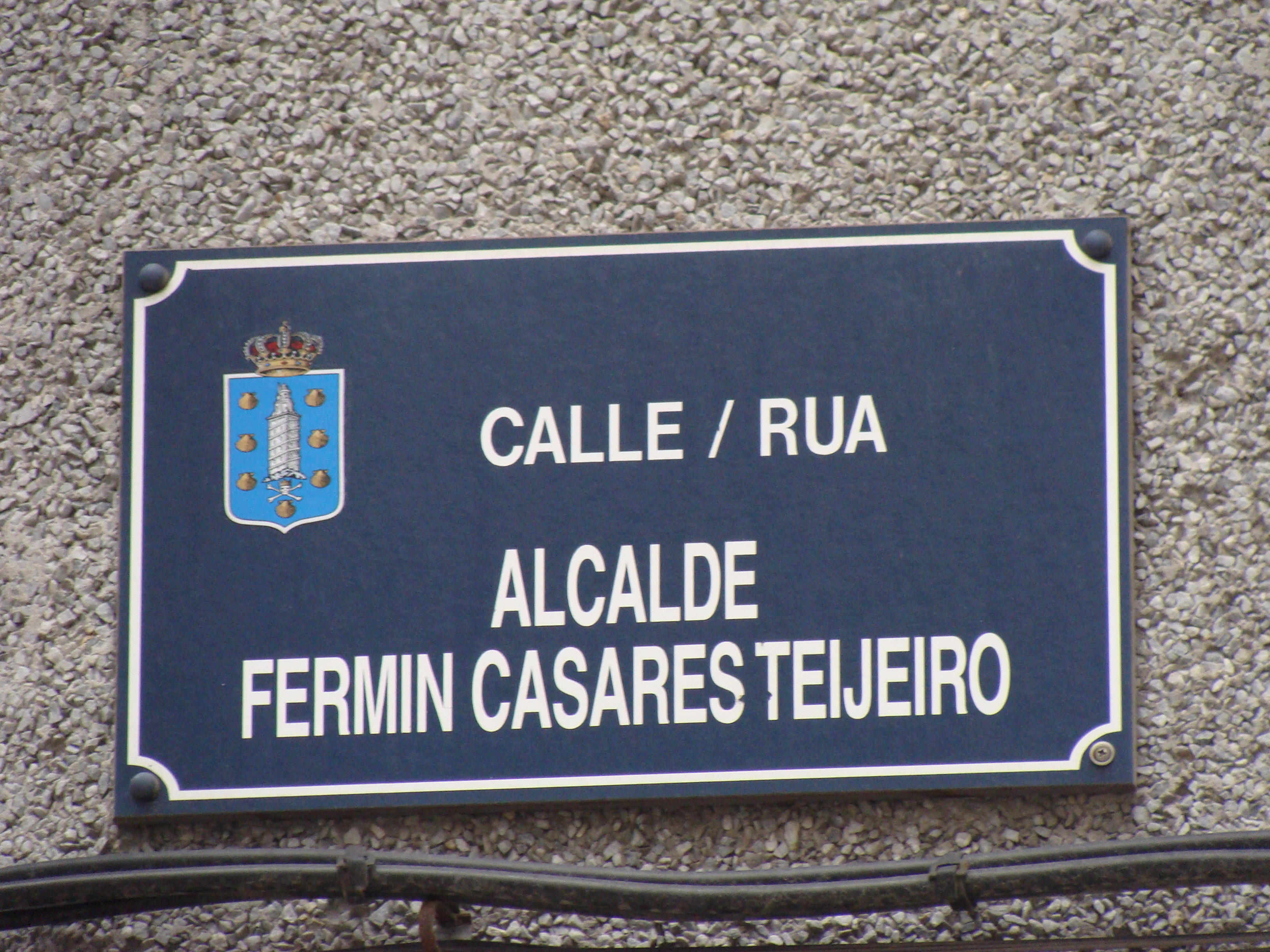
Das Wort alcalde („Bürgermeister“) der iberoromanischen Sprachen, abgeleitet aus al-qāḍī, gilt als Indiz für eine früher laterale Aussprache des Ḍād

Die sprachvergleichende Analyse arabischer Lehnwörter in zahlreichen Sprachen unterstützt jedoch die Theorie einer lateralen oder lateralisierten Aussprache des „klassischen“ Ḍād. Ein Hinweis dafür findet sich bereits im Akkadischen, wo der Name der altarabischen Göttin رضاء / Ruḍāʾ als Ruldāʾu wiedergegeben wurde. Auch in rezenten Sprachen, die historisch in Kontakt mit der arabischsprachigen Welt kamen, finden sich Hinweise, so im spanischen aldea (aus الضيعة / aḍ-ḍaiʿa / ‚Dorf‘; portugiesisch aldeia), im Hausa-Begriff àlƙáalíi (von القاضي / al-qāḍī / ‚Richter‘), im indonesischen perlu („notwendig“, von فرض / farḍ / ‚Pflicht‘) und im tamilischen paṟulu/paṟuḷu („Pflicht“, ebenfalls von فرض / farḍ).
Im Amharischen und Somali hingegen sind keine derartigen Beispiele bekannt und auch im Indonesischen konnte sich /l/ für Ḍād nur in wenigen Begriffen durchsetzen, während in anderen Worten mehrere Aussprachevarianten existieren oder /d/ beziehungsweise wie im Persischen /z/ zum Standard wurde. Versteegh deutet Wörter mit /l/ für Ḍād als ältere Entlehnungen, wohingegen Torsten Tschacher die /l/-Reflexe im Indonesischen damit begründet, dass sie Übernahmen aus dem Tamilischen sind, das als Vermittlersprache fungierte.
Zur Frage, wie der Lautwechsel vonstattenging, konkurrieren verschiedene Lehrmeinungen, zudem wird in mehreren Modellen versucht, eine Verbindung mit dem Zusammenfall der Phoneme /ḍ/ und /ẓ/ in den arabischen Dialekten herzustellen. Versteegh sieht Anzeichen dafür, dass für Ḍād schon in der vorislamischen Zeit verschiedene Aussprachevarianten existierten und der Phonemzusammenfall regional schon damals seinen Anfang nahm, das laterale Ḍād sei im Süden Arabiens jedoch länger üblich geblieben. Das Vorkommen lateraler Laute für Ḍād in arabischen Lehnwörtern sei darauf zurückzuführen, dass Akteure und Stämme aus dem südlichen Arabien bei der Ausbreitung des Islam und im Handel eine tragende Rolle spielten. Andere Autoren datieren den Wandel in die frühislamische Zeit zwischen dem 7. und 10. Jahrhundert, sind sich jedoch uneinig über die genaue Abfolge des Wandels des lateralen Ḍād zum modernen /ḍ/ und des Phonemzusammenfalls.

### Ḍād in arabischen Dialekten
Kees Versteegh zufolge sind die Phoneme /ḍ/ und /ẓ/ in allen modernen arabischen Dialekten zusammengefallen: In den meisten Beduinen-Dialekten werde Ḍād wie Ẓāʾ als /ẓ/ artikuliert, in den meisten sesshaften Dialekten hingegen Ẓāʾ wie Ḍād als /ḍ/. Der Computerlinguist Nizar Y. Habash hingegen beschreibt ein Zusammenfallen zugunsten von /ḍ/ im ägyptischen Arabisch und in der Levante sowie zu /ẓ/ im Irakisch-Arabisch und Golf-Arabisch.
Eine Ausnahme dieses Phonemzusammenfalls stellen Sprachformen im Süden der Arabischen Halbinsel dar. Carlo Landberg analysierte zu Beginn des 20. Jahrhunderts, dass sich das klassische Ḍād im Dialekt von Dathina, Jemen, zu /ḷ/, einem emphatischen Lateral entwickelt habe. Jüngeren Forschungen zufolge finden sich auch in rezenten arabischen Dialekten aus der saudi-arabischen Tihama pharyngalisierte Laterallaute, die in den meisten Fällen auf das hocharabische /ḍ/, seltener auf /ẓ/ zurückzuführen sind. Diese Laterale wurden teils als Sonorant, teils als Frikativ sowie als stimmhaft und stimmlos identifiziert – eine Bandbreite, die Ähnlichkeiten zum emphatischen Laterallaut des nicht näher verwandten neusüdarabischen Mehri aufweist. In zwei der untersuchten Tihama-Dialekte ließ sich eine Unterscheidung von Kognaten von /ḍ/ und /ẓ/ feststellen. In Bezug auf einen der von ihr identifizierten Laute, einen emphatischen stimmhaften alveopalatalen frikativen Lateral, folgerte Munira Al-Azraqi: “This sound has the same features as that described by the ancient grammarians. It is the ancient classical ḍād.” (Munira Al-Azraqi, deutsch: „Dieser Laut hat dieselben Charakteristika, wie sie von den alten Grammatikern beschrieben wurden. Es ist das alte, klassische Ḍād.“)
Deutliche Unterschiede zwischen den einzelnen arabischen Dialekten finden sich in der Auswirkung eines emphatischen Konsonanten auf die umgebenden Laute, im Englischen genannt “emphasis spread” (deutsch: „Emphasenausbreitung“). Im Kairinischen bewirkt ein emphatischer Konsonant in der Regel, dass das gesamte Wort emphatisch artikuliert wird, in manchen Dialekten reicht die Auswirkung bis ins vorstehende oder nachfolgende Wort. Im saudi-arabischen Abha hingegen reicht „emphasis spread“ meist nur bis zum anliegenden Vokal. Einzelne Dialekte wie das zyprische Arabisch kennen keine emphatischen Laute.
Im Maltesischen ist ursprüngliches Ḍād mit /d/ zusammengefallen (und somit von ursprünglichem Dāl und Dhāl nicht mehr unterscheidbar), so etwa in dgħajjef (‚schwach, schwächen‘) und darab (‚treffen, verletzen‘).

## Umschrift
In vielen einflussreichen Normen zur Transliteration der arabischen Schrift kennzeichnet ein untergesetzter Punkt die emphatische Aussprache. So sieht die Umschrift der DMG ein ⟨ḍ⟩ für die Übertragung eines Ḍād in Lateinschrift vor, jedoch ist auch die Verwendung eines unter das Konsonantenzeichen gesetzten Tremas zur Verdeutlichung der Emphase zulässig, um eine Verwechslung mit der Umschrift von Zerebrallauten zu vermeiden.
In der Bahai-Transkription, bei der auf der DMG-Umschrift basierenden DIN 31635, bei ISO 233, in der ALA-LC-Transkription und in der Encyclopaedia of Islam wird Ḍād ebenfalls mit ⟨ḍ⟩ transliteriert. Davon abweichend sieht der Standard der UNGEGN sowie die BGN/PCGN-Transkription die Verwendung von ⟨ḑ⟩, einem d mit Cedille, vor; die BGN/PCGN-Transkription erlaubt jedoch auch den Rückgriff auf ⟨ḍ⟩. Abweichend von diesen Standards und einem Änderungsvorschlag zur UNGEGN-Transkription entsprechend verwendet das Royal Jordanian Geographic Centre das ⟨ḏ⟩, ein d mit Unterstrichakzent, als Umschrift des Ḍād.
Umschriften mit Beschränkung auf ASCII-Zeichen wie die Standards Buckwalter und Qalam transliterieren Ḍād mit einem großen ⟨D⟩. Im Standard Arabic Technical Transliteration System (SATTS) wird hingegen auf ein ⟨V⟩ zurückgegriffen.

Braille-Zeichen für Ḍād

In nicht-wissenschaftlichen Transkriptionen wird Ḍād auch durch ein einfaches ⟨d⟩ oder den Digraph ⟨dh⟩ wiedergegeben (etwa bei der saudi-arabischen Hauptstadt الرياض / ar-Riyāḍ, deutsch meist als Riad transkribiert, englisch als Riyadh), wodurch die Unterscheidbarkeit des Ḍād vom Dāl bzw. Ḏāl verloren geht. Im sogenannten „Chat-Arabisch“ oder ʿArabīzī repräsentiert ein ⟨d⟩ oder – abgeleitet von der Form ض – die Zeichenfolge ⟨9'⟩ den Buchstaben Ḍād.
In der arabischen Brailleschrift wird P1246 ⟨⠫⟩ für Ḍād verwendet. Das Morsezeichen für Ḍād ist kurz-kurz-kurz-lang ⟨· · · –⟩.

## Das Zeichen in anderen Sprachen
Bedingt durch die spezielle Entwicklung und Aussprache des Ḍād im Arabischen findet sich in arabisch-basierten Alphabeten anderer Sprachen selten eine eindeutige Zuordnung eines Phonems zum Graphem Ḍād. Die folgenden Absätze illustrieren dies exemplarisch:
Im persischen Alphabet ist Ḍād einer von acht Buchstaben, die primär in arabischen Lehnwörtern zu finden sind. Während diese acht Buchstaben – neben Ḍād sind dies ʿAin (ع), Ḏāl (ذ), Ḥāʾ (ح), Ṣād (ص), Ṭāʾ (ط), Ṯāʾ (ث) und Ẓāʾ (ظ) – im Arabischen jeweils einen eigenen Lautwert aufweisen, repräsentieren sie im Persischen keine eigenen Phoneme. Wie das Zāy (ز) werden Ḍād, Ḏāl und Ẓāʾ als stimmhafter alveolarer Frikativ [z] artikuliert. Der persische Name des Buchstabens lautet ضاد / Żād, die Transliteration erfolgt üblicherweise mit ⟨ż⟩, einem z mit übergesetztem Punkt.
In den arabischen Alphabeten von Sprachen wie Urdu, Paschto, Sindhi, Kaschmiri und Panjabi, deren arabische Alphabete Varianten des persischen Alphabets sind, ist Ḍād ebenso eines von mehreren Graphemen für den Laut [z] und tritt in arabischen Lehnwörtern auf. Im Urdu, Sindhi und im Shahmukhi (dem arabischen Alphabet des Panjabi) findet sich für das Zeichen auch der abweichende Name ضواد / Żwād.
Auch im Jawi, der arabischen Schrift des Malaiischen, findet sich der Buchstabe Ḍād (in malaiischer Lateinschrift als dhad oder dad bezeichnet) in arabischen Lehn- und Fremdwörtern wieder. In der Adschami-Schrift des Hausa wird Ḍād als /d/ oder /l/ ausgesprochen, doch nur sehr selten genutzt. Die arabische Schrift des Swahili enthält Ḍād gleichermaßen, es wird lautlich jedoch nicht von Ẓāʾ unterschieden und von Ḏāl nur von einer „Elite“.
Aus dem arabischen Alphabet des Uigurischen wurde das Ḍād im Laufe der Schriftreformen der 1920er-Jahre gestrichen. Ähnliches gilt für das Tatarische, in dessen bis 1920 gültigen Alphabet İske imlâ Ḍād als einer der dunklen Konsonanten enthalten war, während in dessen Nachfolger-Alphabet Yaña imlâ Ḍād nicht mehr genutzt wurde. Im arabischen Alphabet des Sorani-Kurdischen wird Ḍād „normalerweise“ nicht mehr verwendet, von manchen Autoren in arabischen Lehnwörtern jedoch noch gesetzt. Die Aussprache entspricht dem stimmhaften alveolaren Frikativ.
Eine Besonderheit stellte das belarussische arabische Alphabet dar, in dem sich Ḍād als Zeichen für einen eigenen Laut etablieren konnte. Ḍād repräsentierte den stimmhaften alveolaren Frikativ [z], Zāy (ز), das im Arabischen diesem Lautwert zugeordnet ist, hingegen dessen palatalisierte Variante [zʲ].

## Ableitungen
In den arabischen Alphabeten des Tamilischen (Arwi) und Malayalam wird der Buchstabe ۻ – in seiner Form ein Ḍād mit untergesetztem Punkt – verwendet. Dieses Zeichen entspricht dem ள் in der tamilischen Schrift bzw. dem ള് in der Malayalam-Schrift und wird als stimmhafter lateraler retroflexer Approximant [ɭ] artikuliert. Im Tamilischen kann es auch dem Buchstaben ழ் der tamilischen Schrift entsprechen, der für den stimmhafter retroflexer Approximant [ɻ] steht.
Das Xiao’erjing enthält das Zeichen ڞ, das einem Ḍād mit zwei zusätzlichen übergesetzten Punkten entspricht und als aspirierte stimmlose alveolare Affrikate [tsʰ] (Pinyin: ⟨c⟩) ausgesprochen wird.

## Zeichenkodierung
In Unicode ist Ḍād mehrfach kodiert. Das Ḍād im Unicode-Block Arabisch passt sich seiner Position im Wort automatisch an und erscheint dementsprechend in isolierter, finaler, medialer oder initialer Form. Im Block Arabische Präsentationsformen-A sind verschiedene Ligaturen und im Block Arabische Präsentationsformen-B die einzelnen Formen des Ḍād kodiert. Die Zeichen der beiden letztgenannten Unicode-Blöcke passen sich nicht an ihre Position im Wort an. Im Unicode-Block Arabische mathematische alphanumerische Symbole finden sich Varianten des Ḍād zur Nutzung im mathematischen Kontext.
| Block                                           | Beschreibung                       | Codepunkt | Unicode-Name                                              | HTML      | Zeichen |
| ----------------------------------------------- | ---------------------------------- | --------- | --------------------------------------------------------- | --------- | ------- |
| Arabisch                                        | Ḍād                                | U+0636    | ARABIC LETTER DAD                                         | &#1590;   | ض       |
| Arabische Präsentationsformen-A                 | Ligatur Ḍād-Ǧīm isoliert           | U+FC22    | ARABIC LIGATURE DAD WITH JEEM ISOLATED FORM               | &#64546;  | ﰢ       |
| Arabische Präsentationsformen-A                 | Ligatur Ḍād-Ḥāʾ isoliert           | U+FC23    | ARABIC LIGATURE DAD WITH HAH ISOLATED FORM                | &#64547;  | ﰣ       |
| Arabische Präsentationsformen-A                 | Ligatur Ḍād-Ḫāʾ isoliert           | U+FC24    | ARABIC LIGATURE DAD WITH KHAH ISOLATED FORM               | &#64548;  | ﰤ       |
| Arabische Präsentationsformen-A                 | Ligatur Ḍād-Mīm isoliert           | U+FC25    | ARABIC LIGATURE DAD WITH MEEM ISOLATED FORM               | &#64549;  | ﰥ       |
| Arabische Präsentationsformen-A                 | Ligatur Ḍād-Ǧīm initial            | U+FCB4    | ARABIC LIGATURE DAD WITH JEEM INITIAL FORM                | &#64692;  | ﲴ       |
| Arabische Präsentationsformen-A                 | Ligatur Ḍād-Ḥāʾ initial            | U+FCB5    | ARABIC LIGATURE DAD WITH HAH INITIAL FORM                 | &#64693;  | ﲵ       |
| Arabische Präsentationsformen-A                 | Ligatur Ḍād-Ḫāʾ initial            | U+FCB6    | ARABIC LIGATURE DAD WITH KHAH INITIAL FORM                | &#64694;  | ﲶ       |
| Arabische Präsentationsformen-A                 | Ligatur Ḍād-Mīm initial            | U+FCB7    | ARABIC LIGATURE DAD WITH MEEM INITIAL FORM                | &#64695;  | ﲷ       |
| Arabische Präsentationsformen-A                 | Ligatur Ḍād-Alif maqṣūra isoliert  | U+FD07    | ARABIC LIGATURE DAD WITH ALEF MAKSURA ISOLATED FORM       | &#64775;  | ﴇ       |
| Arabische Präsentationsformen-A                 | Ligatur Ḍād-Yāʾ isoliert           | U+FD08    | ARABIC LIGATURE DAD WITH YEH ISOLATED FORM                | &#64776;  | ﴈ       |
| Arabische Präsentationsformen-A                 | Ligatur Ḍād-Rāʾ isoliert           | U+FD10    | ARABIC LIGATURE DAD WITH REH ISOLATED FORM                | &#64784;  | ﴐ       |
| Arabische Präsentationsformen-A                 | Ligatur Ḍād-Alif maqṣūra final     | U+FD23    | ARABIC LIGATURE DAD WITH ALEF MAKSURA FINAL FORM          | &#64803;  | ﴣ       |
| Arabische Präsentationsformen-A                 | Ligatur Ḍād-Yāʾ final              | U+FD24    | ARABIC LIGATURE DAD WITH YEH FINAL FORM                   | &#64804;  | ﴤ       |
| Arabische Präsentationsformen-A                 | Ligatur Ḍād-Rāʾ final              | U+FD2C    | ARABIC LIGATURE DAD WITH REH ISOLATED FORM                | &#64812;  | ﴬ       |
| Arabische Präsentationsformen-A                 | Ligatur Ḍād-Ḥāʾ-Alif maqṣūra final | U+FD6E    | ARABIC LIGATURE DAD WITH HAH WITH ALEF MAKSURA FINAL FORM | &#64878;  | ﵮ       |
| Arabische Präsentationsformen-A                 | Ligatur Ḍād-Ḫāʾ-Mīm final          | U+FD6F    | ARABIC LIGATURE DAD WITH KHAH WITH MEEM FINAL FORM        | &#64879;  | ﵯ       |
| Arabische Präsentationsformen-A                 | Ligatur Ḍād-Ḫāʾ-Mīm initial        | U+FD70    | ARABIC LIGATURE DAD WITH KHAH WITH MEEM INITIAL FORM      | &#64880;  | ﵰ       |
| Arabische Präsentationsformen-A                 | Ligatur Ḍād-Ḥāʾ-Yāʾ final          | U+FDAB    | ARABIC LIGATURE DAD WITH HAH WITH YEH FINAL FORM          | &#64939;  | ﶫ       |
| Arabische Präsentationsformen-B                 | Ḍād isoliert                       | U+FEBD    | ARABIC LETTER DAD ISOLATED FORM                           | &#65213;  | ﺽ       |
| Arabische Präsentationsformen-B                 | Ḍād final                          | U+FEBE    | ARABIC LETTER DAD FINAL FORM                              | &#65214;  | ﺾ       |
| Arabische Präsentationsformen-B                 | Ḍād initial                        | U+FEBF    | ARABIC LETTER DAD INITIAL FORM                            | &#65215;  | ﺿ       |
| Arabische Präsentationsformen-B                 | Ḍād medial                         | U+FEC0    | ARABIC LETTER DAD MEDIAL FORM                             | &#65216;  | ﻀ       |
| Arabische mathematische alphanumerische Symbole | Ḍād mathematisch                   | U+1EE19   | ARABIC MATHEMATICAL DAD                                   | &#126489; | 𞸙       |
| Arabische mathematische alphanumerische Symbole | Ḍād mathematisch initial           | U+1EE39   | ARABIC MATHEMATICAL INITIAL DAD                           | &#126521; | 𞸹       |
| Arabische mathematische alphanumerische Symbole | Ḍād mathematisch mit Schwanz       | U+1EE59   | ARABIC MATHEMATICAL TAILED DAD                            | &#126553; | 𞹙       |
| Arabische mathematische alphanumerische Symbole | Ḍād mathematisch gestreckt         | U+1EE79   | ARABIC MATHEMATICAL STRETCHED DAD                         | &#126585; | 𞹹       |
| Arabische mathematische alphanumerische Symbole | Ḍād mathematisch mit Schleife      | U+1EE99   | ARABIC MATHEMATICAL LOOPED DAD                            | &#126617; | 𞺙       |
| Arabische mathematische alphanumerische Symbole | Ḍād mathematisch doppelt gezogen   | U+1EEB9   | ARABIC MATHEMATICAL DOUBLE-STRUCK DAD                     | &#126649; | 𞺹       |

In den Kodierungen Windows-1256 (D6), MacArabic (D6), ISO 8859-6 (D6), Codepage 708 (D6), Codepage 720 (E0) und Codepage 864 (D6 und EB) ist Ḍād an jeweils in Klammern angegebenen Codepunkten enthalten. In ArabTeX kann es durch den Befehl .d aufgerufen werden. In arabischen Tastaturlayouts befindet sich Ḍād am Ort des Q der QWERTY- oder QWERTZ-Layouts.